# وارن تريدغولد
وارن تريدغولد (بالإنجليزية: Warren Treadgold)‏ (مواليد 1949)  مؤرخ أمريكي ومتخصص في  الدراسات البيزنطية. يمتد اهتمامه بالتاريخ السياسي والاقتصادي والعسكري والاجتماعي  للإمبراطورية البيزنطية

## روابط خارجية
- Biographical Note at Saint Louis University